# Mědník
De Mědník (Duits: Kupferhübel) is een berg in het Ertsgebergte, niet ver van het stadje Měděnec in Tsjechië.
Rond het in 1520 gestichte stadje Měděnec werd sinds de 14e eeuw mijnbouw bedreven. Op de Mědník liet een hertog van het hertogdom Saksen-Lauenburg in 1674 een kapel bouwen. In 1992 werd de mijnbouw bij de Mědník opgeheven. Aan de noordelijke voet van de berg loopt de spoorlijn 137 van Chomutov naar Vejprty. Hier bevinden zich ook de mijnwerken. Ook aan de noordkant van de berg ligt het stuwmeer Přísečnice.